# Stazione di Colleferro-Segni-Paliano
Stazione di Colleferro-Segni-Paliano vasútállomás Olaszországban, mely Colleferro, Segni és Paliano településeket szolgálja ki.

## Vasútvonalak
Az állomást az alábbi vasútvonalak érintik:
- Róma–Cassino–Nápoly-vasútvonal
- Velletri-Segni-vasútvonal

## Kapcsolódó állomások
A vasútállomáshoz az alábbi állomások vannak a legközelebb:
- Stazione di Anagni-Fiuggi (Stazione di Cassino, FL6)
- Stazione di Valmontone (Stazione di Roma Termini, FL6)
- Stazione di Artena-Valmontone